# 1962 a jogalkotásban
1962-ben az alábbi jogszabályokat alkották meg:

## Magyarország

### Törvények (5)
- 1962. évi I. törvény 	 a Magyar Népköztársaság 1962. évi költségvetéséről
- 1962. évi II. törvény 	 a Magyar Népköztársaság 1961. évi költségvetésének végrehajtásáról
- 1962. évi III. törvény 	 a Magyar Népköztársaság és az Indonéz Köztársaság között Djakartában 1961. augusztus 23-án aláírt barátsági és együttműködési szerződés törvénybe iktatásáról
- 1962. évi IV. törvény 	 a villamosenergia fejlesztéséről, átviteléről és elosztásáról
- 1962. évi V. törvény 	 a tanácstagok választásával összefüggő egyes rendelkezésekről

### Törvényerejű rendeletek (28)
- Forrás: Törvényerejű rendeletek teljes listája (1949 - 1989)
- 1962. évi 1. törvényerejű rendelet 	 a Genfben, 1959. december 21. napján kelt nemzetközi távközlési egyezmény kihirdetéséről
- 1962. évi 2. törvényerejű rendelet 	 a Magyar Népköztársaság és a Bolgár Népköztársaság között a szociálpolitikai együttműködésről Budapesten az 1961. június 30. napján kötött egyezmény kihirdetéséről
- 1962. évi 3. törvényerejű rendelet 	 a Kölcsönös Gazdasági Segítség Tanácsának XII. ülésszakán, Szófiában 1959. december 14-én aláírt, a zárszolgálat, valamint a növények kártevőktől és betegségektől való védelme terén történő együttműködésről szóló nemzetközi egyezmény kihirdetéséről
- 1962. évi 4. törvényerejű rendelet 	 a Magyar Népköztársaság és a Lengyel Népköztársaság között a kettős állampolgárságú személyek állampolgárságának rendezéséről Budapesten 1961. július 5-én aláírt Egyezmény kihirdetéséről
- 1962. évi 5. törvényerejű rendelet 	 a Magyar Népköztársaság és a Román Népköztársaság között a szociálpolitika terén történő együttműködésről Budapesten, az 1961. szeptember 7. napján kötött egyezmény kihirdetéséről
- 1962. évi 6. törvényerejű rendelet  az áruknak TIR-igazolvánnyal történő nemzetközi fuvarozására vonatkozóan Genfben 1959. január 15-én létrejött Nemzetközi Vámegyezmény kihirdetéséről (márc. 15.)
- 1962. évi 7. törvényerejű rendelet 	 az állami szervek és szövetkezetek gazdálkodásának évi rendszeres ellenőrzéséről és a bankellenőrzésről szóló 1955. évi 29. törvényerejű rendelet egyes rendelkezéseinek módosításáról
- 1962. évi 8. törvényerejű rendelet 	 a büntető eljárásról (I. Be.)
- 1962. évi 9. törvényerejű rendelet 	 a Duna halászati hasznosítására vonatkozólag Bukarestben, 1958. január 29. napján kötött egyezmény kihirdetéséről
- 1962. évi 10. törvényerejű rendelet 	 a Büntető Törvénykönyv hatálybalépéséről, végrehajtásáról és egyes szabálysértésekről
- 1962. évi 11. törvényerejű rendelet 	 pedagógiai főiskola létesítéséről Nyíregyházán
- 1962. évi 12. törvényerejű rendelet 	 a dolgozók társadalombiztosítási nyugdíjáról szóló 1958. évi 40. törvényerejű rendelet egyes rendelkezéseinek módosításáról
- 1962. évi 13. törvényerejű rendelet 	 a tankötelezettségről
- 1962. évi 14. törvényerejű rendelet 	 az alsófokú oktatási intézményekről (jún. 16.)
- 1962. évi 15. törvényerejű rendelet 	 a Magyar Népköztársaság és a Csehszlovák Szocialista Köztársaság között a polgári jogi, családjogi és a büntető ügyekre vonatkozó jogi kapcsolatok szabályozásáról Prágában, az 1961. évi november hó 2. napján aláírt szerződés kihirdetéséről
- 1962. évi 16. törvényerejű rendelet 	 a Magyar Népköztársaság Kormánya és a Szovjet Szocialista Köztársaságok Szövetsége Kormánya között a magyar-szovjet államhatár rendjének megállapítása, határkérdésekben kölcsönös segítségnyújtás és együttműködés tárgyában Budapesten, 1961. évi október hó 3-án létrejött szerződés kihirdetéséről
- 1962. évi 17. törvényerejű rendelet 	 az ipari tulajdon oltalmára létesült uniós egyezmények Londonban az 1934. évi június hó 2. napján felülvizsgált szövegének kihirdetéséről
- 1962. évi 18. törvényerejű rendelet 	 az alkoholisták elleni intézkedésekről
- 1962. évi 20. törvényerejű rendelet 	 a Magyar Népköztársaság Kormánya és a Ghanai Köztársaság Kormánya között Accrában, az 1961. évi április hó 27. napján kötött kulturális együttműködési egyezmény kihirdetéséről
- 1962. évi 21. törvényerejű rendelet 	 az utakról
- 1962. évi 22. törvényerejű rendele 	 a felsőoktatási intézményekről
- 1962. évi 23. törvényerejű rendelet 	 az 1955. évi 17. törvényerejű rendelet kiegészítéséről, az 1953. évi 16. törvényerejű rendelet és az 1956. évi 16. törvényerejű rendelet egyes rendelkezéseinek hatályon kívül helyezérésől
- 1962. évi 24. törvényerejű rendelet társadalmi bíróságokról
- 1962. évi 25. törvényerejű rendelet	 a külföldi választottbírósági határozatok elismeréséről és végrehajtásáról szóló, New Yorkban 1958. június 10-én kelt Egyezmény kihirdetéséről
- 1962. évi 26. törvényerejű rendelet 	 a munkaviszonyt érintő egyes kérdések szabályozásáról
- 1962. évi 27. törvényerejű rendelet 	 a dolgozók betegségi biztosításáról szóló 1955. évi 39. törvényerejű rendelet módosításáról
- 1962. évi 28. törvényerejű rendelet 	 a Genfben, az 1949. évi szeptember hó 19. napján kelt közúti közlekedési egyezmény, a közúti jelzésekre vonatkozó jegyzőkönyv, valamint az ezeket kiegészítő megállapodások, továbbá a Genfben, az 1957. évi december hó 13. napján kelt, az útjelzésekre vonatkozó európai egyezmény kihirdetéséről

### Kormányrendeletek
- 1/1962. (II. 9.) Korm. rendelet a vadgazdálkodásról és a vadászatról
- 44/1962. (XII. 16.) Korm. rendelet A túlmunkával összefüggő egyes kérdések szabályozásáról

### Miniszteri rendeletek
- 1/1962. (I. 5.) PM rendelet A gépjárműadóról szóló 39/1961. (XI. 4.) Korm. számú rendelet végrehajtásáról[1]
- 8/1962. (I. 5.) PM rendelet A gépkocsi nyeremény-takarékbetétek feltételeinek módosításáról
- 1/1962. (I. 5.) NIM rendelet A kazánvizsgáló biztosok és a nyomástartó berendezések vizsgálatát végző szakemberek szakképzettségéről, valamint a berendezések kezelőinek szakmai képesítéséről és gyakorlatáról
- 2 1962. (III. 22.) rendelet Az Országos Gyógyszerészeti Intézetről[2]
- 1/1962. (IV. 15.) ÉM-PM együttes rendelet az emeletráépítésekről és a tetőtérbeépítésekről
- 1/1962. (IV. 18.) IM rendelet Tatabánya és Oroszlány városok telekkönyvi ügyeinek intézéséről
- 2/1962. (IV. 25.) IM rendelet a bácsalmási járásbíróság megszüntetéséről
- 8/1962. (VI. 28.) IM rendelet a szikszói és az encsi járásbíróság összevonásáról, valamint az abaújszántói járásbíróság megszüntetéséről
- 12/1962. (X. 31.) IM rendelet a külföldi választottbírósági határozatok elismerése és végrehajtása tárgyában New-Yorkban 1958. június 10-én kelt Egyezmény kihirdetéséről szóló 1962. évi 25. törvényerejű rendelet végrehajtásáról
- 13/1962. (XII. 9.) IM rendelet Budapest Főváros XXI. kerületi telekkönyvi ügyeinek intézéséről
- 1/1962. (XII. 27.) OT—PM—ÉM együttes rendelet a földművesszövetkezetek és a kisipari szövetkezetek beruházásairól és felújításairól[3]